# Hippolyte Langlois
Hippolyte Langlois, född 3 augusti 1839, död 12 februari 1912, var en fransk militär.
Langlois blev officer vid artilleriet 1858, överste 1888, brigadgeneral 1894, divisionsgeneral 1898 och erhöll avsked 1904. Langlois deltog i tysk-franska kriget och blev fången vid Metz. Åren 1885–91 var han lärare vid och 1898–1901 chef för krigshögskolan. År 1901 blev Langlois chef för 20:e armékåren och 1902 ledamot av högsta krigsrådet. Langlois var en framstående artilleritaktiker och utgav ett flertal arbeten, bland annat L'artillerie en liaison avec les autres armes (1892) och Conséquences tactiques des progrès de l'armement (1903).